# Eläintarhanajot 1933
Eläintarhanajot 1933 je bila neprvenstvena dirka za Veliko nagrado v sezoni 1933. Odvijala se je 7. maja 1933 na finskem dirkališču Eläintarharata v Helsinkih. Presenetljivo je pred 43.000 gledalci zmagal finski dirkač Karl Ebb z dirkalnikom Mercedes-Benz SSK po tem, ko je ob začetku zaradi težav s pregrevanjem dirkalnika padel povsem na začelje. Börje Dahlin, v enakem dirkalniku SSK, je bil zaradi nevarnega dirkanja diskvalificiran, do tedaj vodilni Per Widengren pa je pri prehitevanju Ebba za krog zapeljal s steze in zaradi ugasnjenega dirkalnika odstopil, tako da je drugo mesto osvojil Karl-Gustav Johansson, tretje pa Olle Bennström, ob švedska dirkača sta dirkala s Fordom. 

## Poročilo

### Pred dirko
Prva dirka Eläintarhanajot 1932 je požela velik uspeh, zato organizacija druge dirke ni bila ogrožena, tokrat sta jo organizirala Suomen Automobiili Klubi (SAK) in Helsingin Moottorikerho (HMK), ki sta za zmagovalca razpisala nagrado 30.000 finskih mark. Steza je bila nekoliko spremenjena, saj je bil južni zavoj Nordenskiöldinkatu nekoliko blažji, zato je bila steza krajša in hitrejša kot prej. Dirko so preimenovali v Eläintarhanajot (švedsko Djurgĺrdsloppet), saj je večina Fincev ime povezovalo z legendarnimi športnimi mitingi na atlatskem stadionu iz leta 1910, okoli katerega je steza potekala. 
Prijavili so se le skandinavski dirkači, en norveški, štiri finski in pet švedskih, toda udeležba Pera Widengrena je bila vprašljiva, saj je razmišljal o udeležbi dirke Targa Florio. Widengren se je vseeno pojavil na dirki s svojo modro Alfo Romeo Monza, kot tudi Eugen Björnstad s svojo rdečo Monzo in domači favorit Karl Ebb v svojem dirkalniku Mercedes-Benz SSK, z enakim dirkalnikom je dirkal tudi Börje Dahlin. Sulo Keinänen je dal svoj Chrysler v švedski tovarni Philipsons Automobil predelati, dodali so magnetni vžig in štirikratni uplinjač, tudi šasija je bila povsem nova. Karl-Gustav Sunstedt je nastopal z Bugattijem T35B, s katerim je nekoč dirkal Louis Chiron, na dirki pa so bili še štirje dirkači s Fordi, Asser Wallenius, Niilo Jaakkola, Olle Bennström in Karl-Gustav Johansson. 22. aprila so dirkači dobili dirkalne številke. 

### Prosti trening
Prosti trening je poteka v petek, toda dirkačem so naročili, naj svojo hitrost prilagodijo cestnim pravilom, saj na stezi ni bilo dobro poskrbljeno za varnost gledalcev. Dirkači s tem ni bili zadovoljni, motilo pa jih je tudi neravno cestišče. Prosti trening se je začel opoldne in naj bi trajal do četrte ure popoldne. Kljub naročilu o zmanjšani hitrosti, pa se je zgodila tragična nesreča, ko je deček nenadoma stekel na stezo in ga je eden od spremljevalnih motoristov povozil do smrti. Ob poldrugi uri so trening prekinili, Widengren je postavil do tedaj najhitrejši čas. Ker na stezi niso mogli voziti na polno, so se organizatorji odločili, da bo štartna vrsta določena na podlagi najvišje hitrosti po 300 m ravnine na skrivni lokaciji v petek ob četrti uri popoldne brez gledalcev. Odločili so se za ulico Itämerenkatu, ki je potekala med lesnimi tovarnami in skladišči, policisti pa so zaprli ulico za promet. Dirkači so imeli le po en poskus, v vrstnem redu Sundstedt, Ebb, Bennström, Jaakkola, Bjřrnstad, Dahlin, Widengren in Johansson. Wallenius ni štartal, Keinänen pa je imel težave z motorjem in je odpeljal dirkalnik na popravilo. Ko je le prišel, je postavil tretji čas, a bil diskvalificiran zaradi zamude. Diskvalificiran je bil tudi Sundstedt, ki mu je v prvem poskusu ugasnil motor in je poskusil še v drugo. 

### Dirka
Pred 43.000 gledalci, od tega jih je 39797 kupilo vstopnico, je na štaru povedel Ebb, sledili so mu Dahlin, Bennström in Johansson. Ob koncu prvega kroga je Widengren, ki je slabo štartal in padel na začelje, napredoval na četrto mesto, kmalu za tem pa na drugo, ko je imel Bjørnstad težave s svečkami in jih je moral v boksih zamenjati, Ebb pa je imel težave s pregrevanjem, ker je njegov mehanik pred štartom na hladilno odprtino položil časopis, ki ga je pozabil umakniti pred štartom. Ebb, ki ni videl časopisa, je ob koncu tretjega kroga ustavil misleč, da mu je razneslo motor. Ko pa je opazil in umaknil časopis ter se vrnil na stezo, so ga prehiteli že Widengren, Keinänen, Bennström, Wallenius, Johansson, Dahlin in Sundstedt. Widengren je s tem prišel v vodstvo in po petih krogih je imel že 24 sekund prednosti pred Keinänen, večja skupina dirkačev pa je zaostajala še deset sekund. Ebb, ki je bil na začelju te skupine, se je trudil s prehitevanjem in je uspel obiti Sundstedta v šestem krogu, Jaakkola pa je imel težave z dirkalnikom in je že zaostajal za krog. Drugouvrščeni Keinänen je vozil tri sekunde na krog hitreje od skupine dirkačev za njim, toda vodilnega Widengrena, ki je imel po desetih krogih že 27 sekund prednosti in je že lovil skupino dirkačev za Keinänenom za krog, ni mogel uloviti. Bennström je padel nazaj, prehiteli so ga tudi Wallenius, Johansson in Ebb, ki je kmalu za tem uspel prehiteti tudi Johanssonona in Walleniusa za tretje mesto, v tem trenutku pa je skupino ujel že vodilni Widengren.
Bjørnstad je bil še vedno v težavah in je opravil že več postankov v boksih. Ebb je uspel narediti nekaj razlike do Bennströma in Johansson in začel loviti drugouvrščenega Keinänena, ki ga je ujel in tudi prehitel v osemnajstem krogu. Vodilni Widengren pa je bil zaradi boja Dahlina, Sundstedta, Bennströma in Jaakkole pred njim zadržan. Na koncu štartno-ciljne ravnine je Dahlin ostro zaprl vodilnega Widengrena, ki ga je želel že drugič prehiteti za krog. Wallenius, ki je imel težavo z motorjem, je padel na četrto mesto po tem, ko ga je prehitel tudi Johansson. V dvajsetem krogu je imel Widengren, ki še vedno ni uspel prehiteti Johanssona, Walleniusa in Bennströma, štirideset sekund prednosti pred Ebbom in Keinänenom. V naslednjem krogu mu je le uspelo prehiteti dirkače za krog, tudi Ebb pa je imel težave s prehitevanjem Dahlina za krog, saj je vsak njegov poskus prehitevanja blokiral. Ko pa je Dahlin v borbi s Sundstedtom povzročil nesrečo, zaradi katere sta oba izgubil pol minute, je vodstvo dirke Dahlina diskvalificiralo zaradi nevarnega dirkanja. 
V petindvajsetem krogu je imel Widengren 47 sekund prednosti pred Ebbom, Keinänen je zaostajal še enajst sekund, Sundstedt na četrtem mestu pa je zaostajal že za krog. Johansson in Wallenius sta zaostajala še 24 sekund, Bennström pa je vse bolj zaostajal. V petintridesetem krogu je moral Keinänen odstopiti zaradi okvare uplinjača, skoraj istočasno pa je Walleniusu odpovedal motor. V petintridesetem krogu je imel Ebb le še deset sekund prednosti preden bi ga Widengren ujel za krog, že nekaj krogov kasneje pa je bil Ebb ujet za krog. V enainštiridesetem krogu je Widengren želel Ebba prehiteti za krog v Ovinku smrti pri mestnih rastlinjakih, toda bil je prehiter, z enim kolesom je zapeljal s steze, se zavrtel in ugasnil motor. Kljub neštetim poskusom za zagon dirkalnika z zaganjalno kljuko, Widengrenu ni uspelo zagnati dirkalnika in Ebb je prevzel vodstvo. Bjørnstad se je po težavah z dirkalnikom vdal in parkiral ob Widengrenu, Ebb pa je vodstvo zadržal do cilja in presenetljivo dosegel domačo zmago. 

## Rezultati

### Dirka
| Poz | Št | Dirkač                | Moštvo    | Dirkalnik         | Krogi | Čas/Odstop       | Št. m. |
| --- | -- | --------------------- | --------- | ----------------- | ----- | ---------------- | ------ |
| 1   | 1  | Karl Ebb              | Privatnik | Mercedes-Benz SSK | 50    | 1:03:18,7        | 1      |
| 2   | 9  | Karl-Gustav Johansson | Privatnik | Ford Special      | 50    | 1:04:06,7        | 4      |
| 3   | 8  | Olle Bennström        | Privatnik | Ford Special      | 50    | 1:04:46,7        | 3      |
| 4   | 4  | Karl-Gustav Sunstedt  | Privatnik | Bugatti T35B      | 50    | 1:05:19,6        | 9      |
| 5   | 10 | Niilo Jaakkola        | Privatnik | Reo Ford          | 50    | 1:07:50,0        | 7      |
| Ods | 7  | Per Widengren         | Privatnik | Alfa Romeo Monza  | 42    | Motor            | 5      |
| Ods | 6  | Asser Wallenius       | Privatnik | Ford Special      | 35    | Motor            | 10     |
| Ods | 2  | Sulo Keinänen         | Privatnik | Chrysler Special  | 35    | Motor            | 8      |
| Ods | 3  | Eugen Björnstad       | Privatnik | Alfa Romeo Monza  |       |                  | 6      |
| DSQ | 5  | Börje Dahlin          | Privatnik | Mercedes-Benz SSK | 20    | Nevarno dirkanje | 2      |